# Bronstijd in Nederland

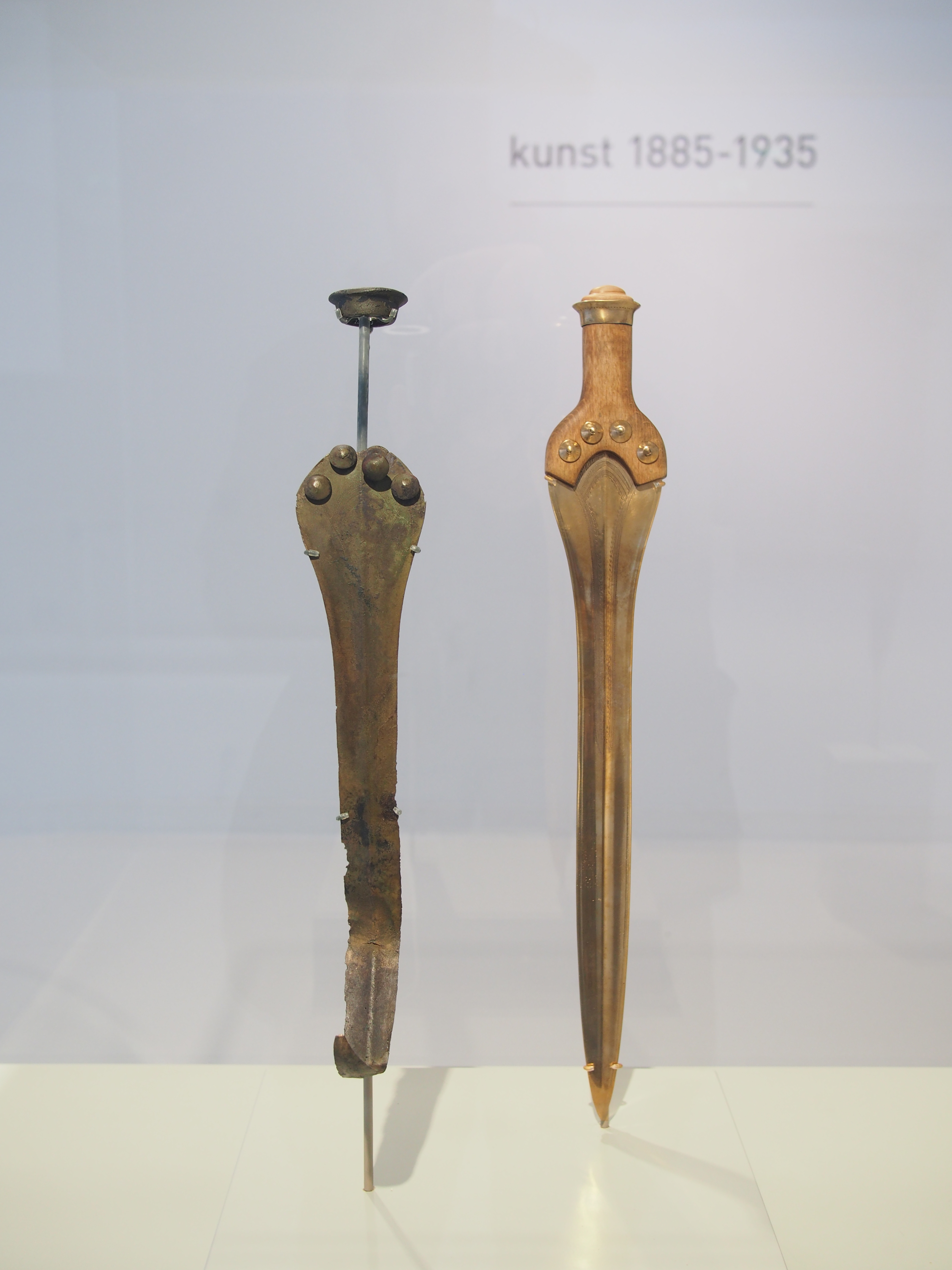
bronzen zwaard van het Sögel-type, gevonden in Echten

De bronstijd in Nederland omvat de periode van omstreeks 1900 tot rond de 8e eeuw v.Chr. Ze volgde op de Nederlandse kopertijd.
In grote lijnen was de Nederlandse bronstijd een afgeleide van twee grote cultuurgebieden: de Midden- en Oost-Europese bronstijdculturen (met name Úněticecultuur en opvolgers) en de bronstijdculturen van de Britse eilanden (Wessexcultuur) en Bretagne (Armoricaanse grafheuvelcultuur).
In het gebied van het huidige Nederland bevonden zich noch de grondstoffen voor brons (met name koper en tin) noch natuurlijke rijkdommen die als ruilmateriaal gebruikt konden worden (zoals bv. het barnsteen van Denemarken). Evenmin bevond het zich aan een belangrijke handelsroute. Desalniettemin bestond er een bescheiden eigen bronsindustrie, wat onder andere blijkt uit gevonden gietvormen en soms specifiek Nederlandse vormen.
Doordat het brons schaars was, heeft het vuursteen nooit helemaal verdrongen. Ook toen er al ijzer was bleven stenen werktuigen nog lange tijd in gebruik.
De periode wordt ingedeeld in drie fasen:
- Vroege Bronstijd (2000 - 1800 v.Chr.)
- Midden Bronstijd (1800 - 1100 v.Chr.)
- Late Bronstijd (1100 - 800 v.Chr.)

## Vroege Bronstijd
Vanaf omstreeks 2100 v.Chr. vindt men in Nederland en aangrenzende gebieden de wikkeldraadbekercultuur met de zeldzame eerste bronzen voorwerpen. Deze volgde op de klokbekercultuur die al koperen voorwerpen bezat. De vroegste bronzen voorwerpen hebben een Midden-Europees karakter. De mensen van de wikkeldraadbekercultuur bereikten ook Zuid-Engeland. Op de Britse eilanden ontwikkelde zich in deze periode een geheel eigen bronstijdcultuur, waarschijnlijk onder invloed van het Iberische Schiereiland. Bijlen van een zogenaamd "Iers type" worden ook in Zuid-Nederland gevonden. Vondsten bij onder andere Wageningen tonen een bescheiden eigen bronsbewerking.

## Midden-Bronstijd

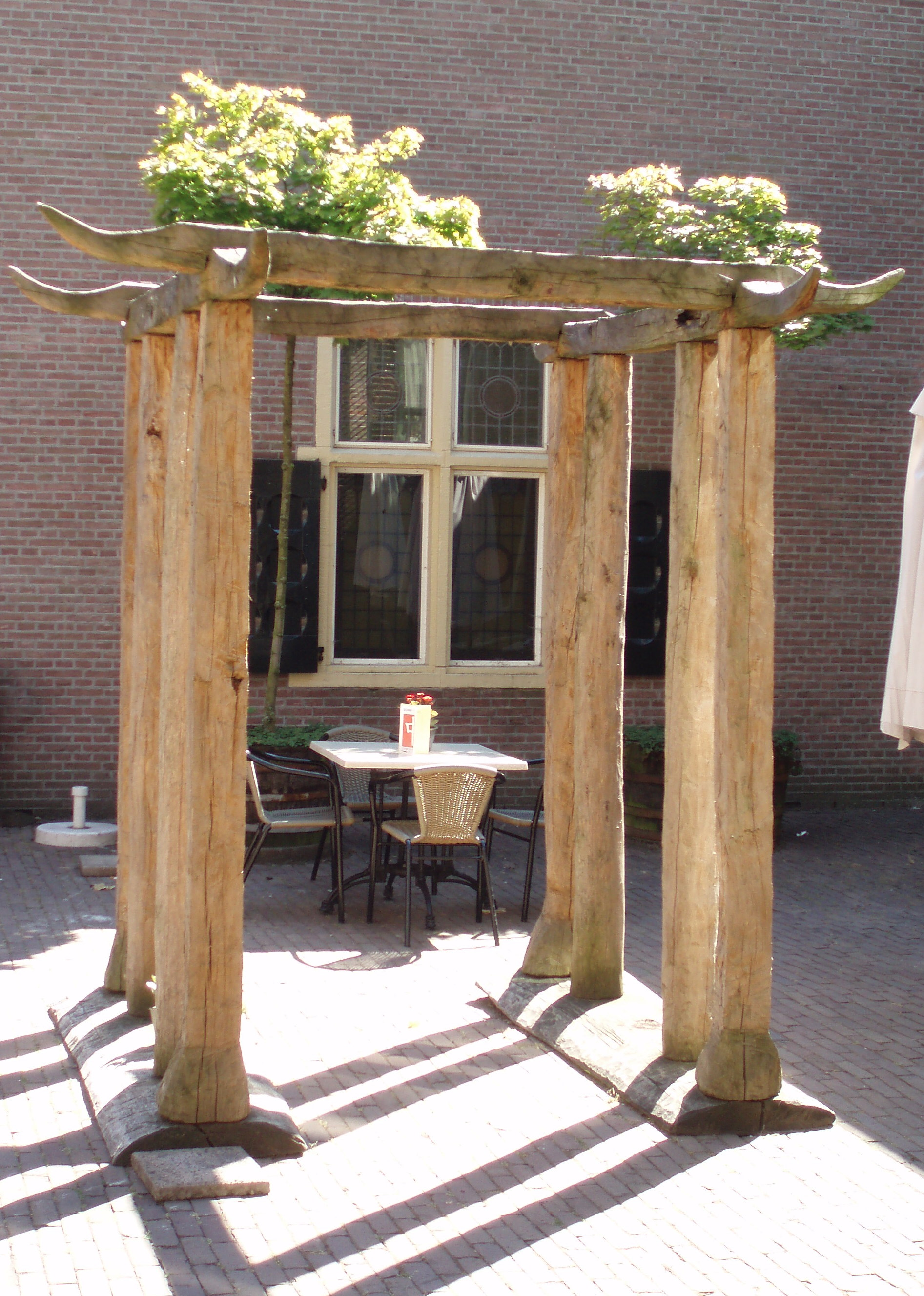
Tempeltje van Barger-Oosterveld, Elpcultuur

Vanaf 1800 v.Chr. verspreidde de Hilversumcultuur zich over zuidelijk Nederland (tot ongeveer de IJssel). Deze is nauw verwant met de Britse Wessexcultuur en waarschijnlijk ontstaan door immigratie van een elite uit Engeland. Hierop wijzen ook grafheuvels van een specifiek Brits ontwerp. Een bekende vondst is het Zwaard van Jutphaas: een bronzen ceremonieel zwaard. In totaal heeft men in Nederland, Frankrijk en Engeland zes van zulke nagenoeg identieke zwaarden gevonden.
Vanaf omstreeks 1600 v.Chr. ontstond vlak over de huidige Duitse grens de Sögel-Wohldegroep, die zich ook over Nederland en tot in Noord-Frankrijk verspreidde. Bekend in Nederland is het graf van de Hoofdman van Drouwen.
In het noorden ontstond ca. 1300 v.Chr. onder invloed van de Midden-Europese grafheuvelcultuur de Elpcultuur.

## Late Bronstijd

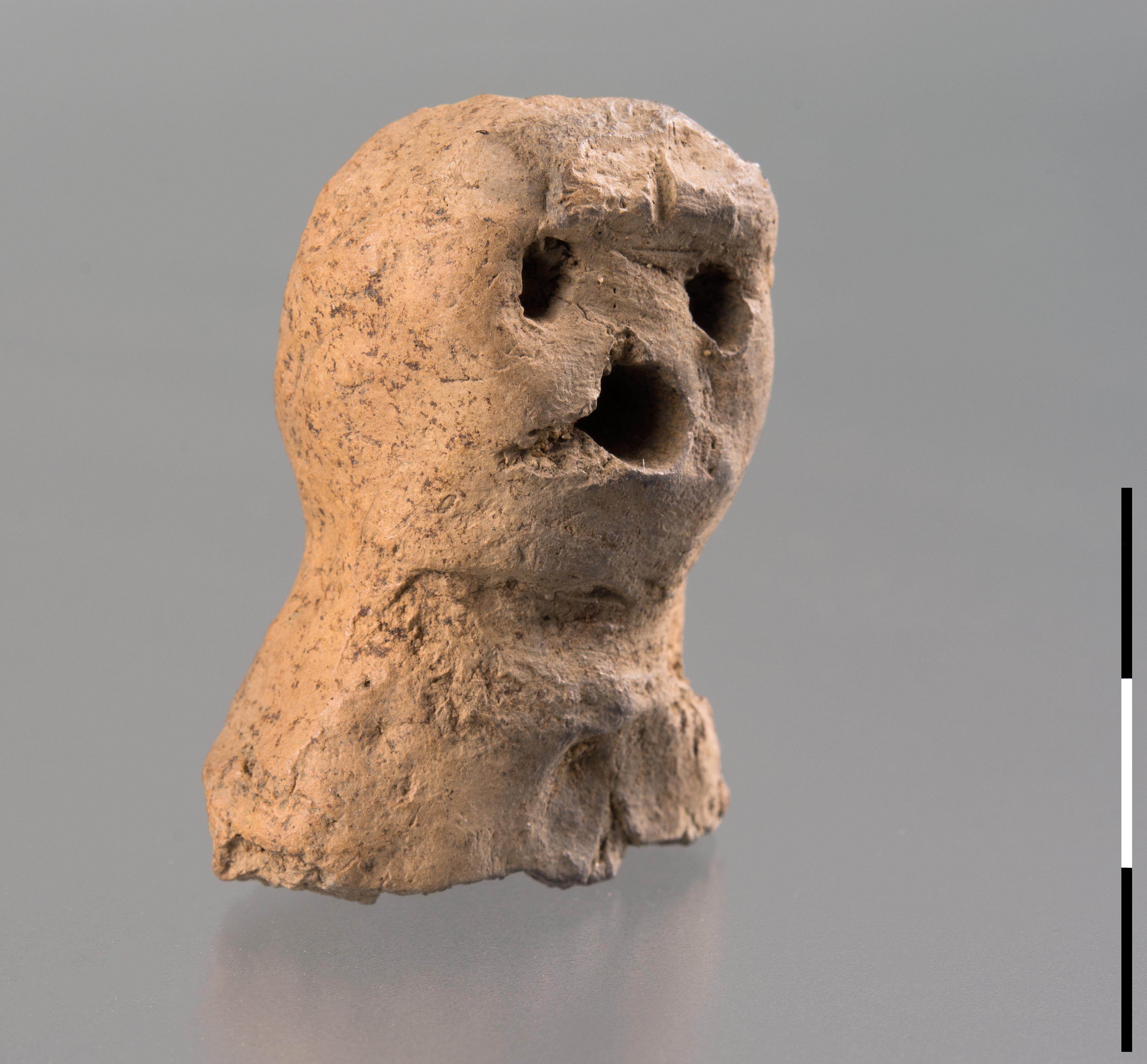
Mensfiguur van klei uit de late bronstijd, gevonden in Gelderland

In de Late Bronstijd kwam Nederland onder invloed van de Midden-Europese urnenveldencultuur. Het centrum van dit archeologisch complex, de Lausitzcultuur in het huidige Polen en delen van Tsjechië, Slowakije, Oost-Duitsland en Oekraïne, was van een opvallende rijkdom. Deze had een grote culturele uitstraling op de omringende landen. Van immigratie was echter waarschijnlijk geen sprake, eerder een diffusie van culturele invloeden en religieuze voorstellingen, die zich onder andere uitte in de verandering in begrafenisgewoonten.

## Overgang naar de IJzertijd
Rond 800 v.Chr. begon met de Hallstattcultuur de IJzertijd in Midden-Europa. Met de daaropvolgende Keltische expansie tijdens de Hallstatt- en La Tèneperiode kwam ook Zuid-Nederland vanaf omstreeks 700 v.Chr. onder Keltische invloed. Noord-Nederland kwam daarentegen onder Germaanse invloed, en viel onder de Noordse IJzertijd.